# Gräberfeld bei Häglinge

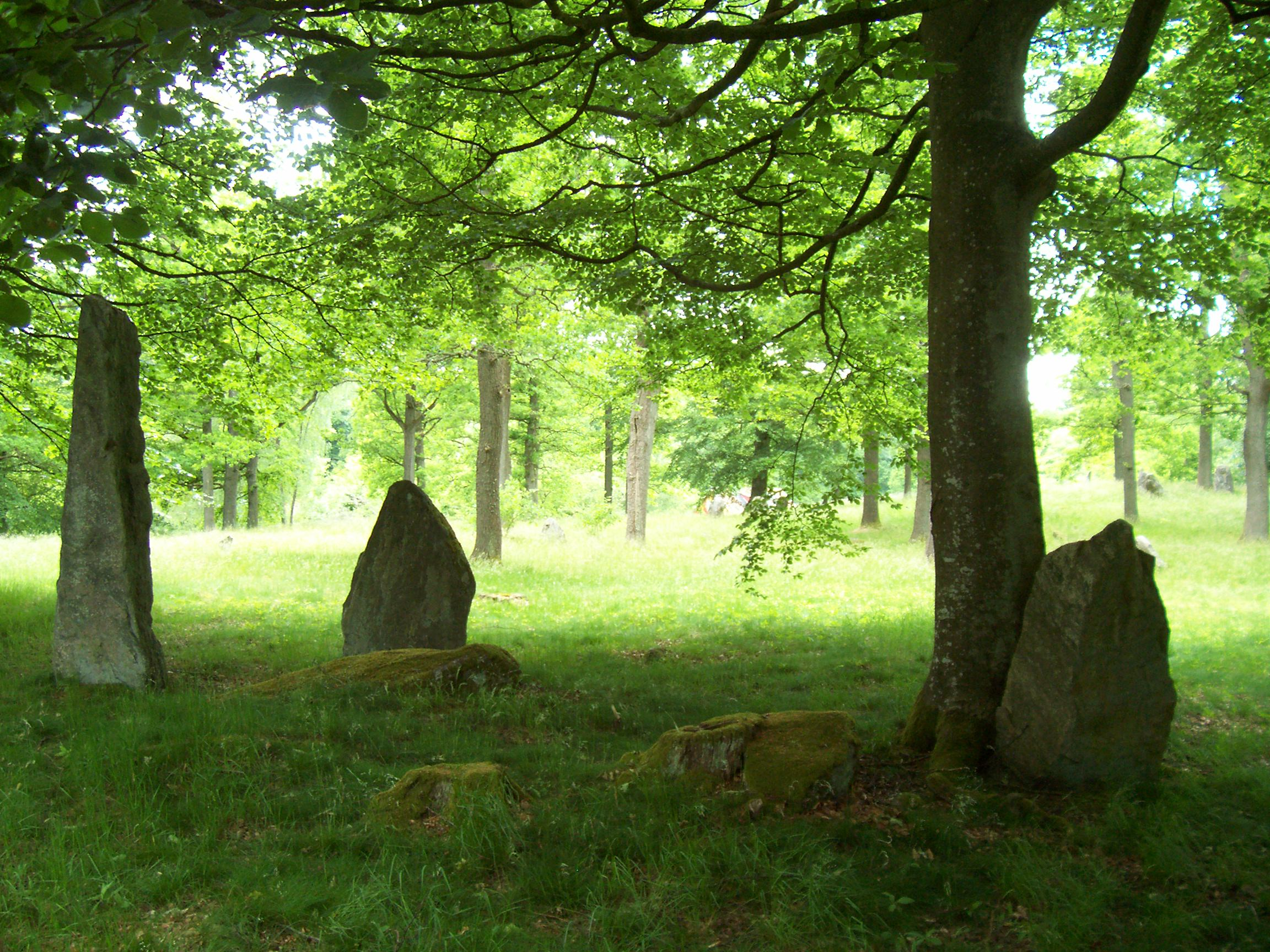
Gräberfeld bei Häglinge

Das Gräberfeld bei Häglinge (schwedisch Gravfältet i Häglinge; RAÄ-Nummer Häglinge 1:1) liegt in einem Eichenwald östlich der Straße und nördlich von Häglinge in der Gemeinde Hässleholm im Norden von Schonen in Schweden.
Das 90 × 60 m messende, zwischen 500 und 900 n. Chr. genutzte Gräberfeld besteht aus etwa 45 sehr unübersichtlichen angeordneten Denkmälern. Etwa 40 sind Bautasteine, mindestens vier sind beschädigte Schiffssetzungen, eines ist ein Steinkreis und eines eine quadratische Steinsetzung.
Die Schiffssetzungen sind 20 bis 25 m lang und 5,0 bis 7,0 m breit. Sie bestehen aus 10–21 Menhiren, ursprünglich wahrscheinlich 20–25, mehrere sind umgefallen. Die Steine sind 0,2 bis 1,4 m hoch, 0,2 bis 1,2 m breit und 0,2 bis 0,5 m dick. Fünf Steine sind 2,0 bis 2,5 m hoch.
Der Domarring hat etwa 10,0 m Durchmesser und besteht aus sechs stehenden Steinen; ursprünglich waren es vielleicht 12. Die Steine sind 0,2 bis 0,8 m hoch, 0,8 bis 1,5 m breit und 0,4 bis 0,5 m dick. Ein paar Meter südlich befindet sich das zweite Steinschiff.
Die quadratische Steinsetzung von etwa 4,0 m Seitenlänge besteht aus 2,0 bis 3,0 m hohen in einer Reihe aufgestellten Steinen.
Die meist umgefallenen Bautasteine sind 0,2 bis 1,3 m hoch, 0,5 bis 1,2 m breit und 0,15 bis 0,6 m dick. Unmittelbar westlich und südlich des Gräberfeldes liegen Kiesgruben.